# 加倫特 (阿拉巴馬州)
加倫特（英語：Gallant）是一個位於美國阿拉巴馬州埃托瓦縣的非建制地區和人口普查指定地區。根據2010年美國人口普查，該地人口為208人。

## 地理
加倫特的座標為33°59′58″N 86°14′43″W / 33.99944°N 86.24527°W，而該地最高點為海拔高度248米（即814英尺）。